# 줄고사리
줄고사리(Nephrolepis cordifolia)란 고사리목의 일종으로, 건조기후에 강하며 추위에 약하다. 반그늘 상태인 실내에서 키우는 것이 좋으며, 실내 휘발성 유기 물질인 폼알데하이드 제거에 탁월하다.